# Salvia saccardiana
Salvia saccardiana là một loài thực vật có hoa trong họ Hoa môi. Loài này được (Pamp.) Del Carr. & Garbari miêu tả khoa học đầu tiên năm 1999.